# Bélavár
Bélavár is een plaats (község) en gemeente in het Hongaarse comitaat Somogy. Bélavár telt 397 inwoners (2007).